# Stazione di Bolzano Casanova-Kaiserau
Stazione di Bolzano Casanova-Kaiserau vasútállomás Olaszországban, Trentino-Alto Adige régióban, Bolzano településen.

## Vasútvonalak
Az állomást az alábbi vasútvonalak érintik:
- Bolzano–Merano-vasútvonal

## Kapcsolódó állomások
A vasútállomáshoz az alábbi állomások vannak a legközelebb: 
- Bozen Süd
- Stazione di Ponte d’Adige